# Europamästerskapet i volleyboll för herrar 2023
Europamästerskapet 2023 i volleyboll för herrar hölls 28 augusti till 16 september 2023 i Ancona, Bari, Bologna, Perugia och Rom, Italien, i Varna, Bulgarien, i Tel Aviv, Israel, och i Skopje, Nordmakedonien. Det var den 33:e upplagan av tävlingen och 24 landslag från CEV:s medlemsförbund deltog. Polen blev mästare för andra gången genom att besegra Italien i finalen.. Rok Možič var främsta poängvinnare med 152 bollpoäng och Wilfredo León utsågs till mest värdefulla spelare.

## Kvalificering
Direktkvalificerade till turneringen var de fyra värdnationerna samt de åtta bäst placera landslagen vid EM 2021 (utöver värdländerna) medan övriga tolv lag kvalificerade sig genom kvalspel.

## Arenor
|                                                             |                                                                             |                                                                               |
|                                                             |                                                                             |                                                                               |
| PalaRossini Stad: Ancona Kapacitet: 5 066 Öppnad: 1992      | PalaFlorio Stad: Bari Kapacitet: 6 000 Öppnad: 1991                         | Unipol Arena Stad: Bologna Kapacitet: 8 800 Öppnad: 1993                      |
|                                                             |                                                                             |                                                                               |
| PalaEvangelisti Stad: Perugia Kapacitet: 4 000 Öppnad: 1984 | Palazzo dello Sport Stad: Rom Kapacitet: 11 200 Öppnad: 1960                | Palazzo della cultura e dello sport Stad: Varna Kapacitet: 6 000 Öppnad: 1968 |
|                                                             |                                                                             |                                                                               |
| Tel Aviv Arena Stad: Tel Aviv Kapacitet: 3 504 Öppnad: 2014 | Sportski centar Boris Trajkovski Stad: Skopje Kapacitet: 8 000 Öppnad: 2008 |                                                                               |

## Regelverk

### Format
Turneringen genomfördes i två steg:
- Gruppspelsrunda där lagen var uppdelade i fyra grupper om sex lag i varje där alla lag mötte alla andra lag i sin grupp en gång. De fyra bästa lagen i varje grupp gick vidare till slutspelsrundan.
- Slutspelsrundan genomfördes i cupformat med åttondelsfinaler, kvartsfinaler, semifinaler, final och match om tredjepris.

### Metod för att bestämma tabellplacering
Om slutresultatet blev 3-0 eller 3-1 tilldelades 3 poäng till det vinnande laget och 0 till det förlorande laget, om slutresultatet blev 3-2 tilldelades 2 poäng till det vinnande laget och 1 till det förlorande laget.
Lagens position i respektive grupp bestämdes utifrån (i tur och ordning):
- Antal vunna matcher
- Poäng;
- Kvot vunna/förlorade set
- Kvot vunna/förlorade bollpoäng
- Inbördes möten.

## Deltagande lag
| Lag            | Turnering          | Deltog senast                                        |
| -------------- | ------------------ | ---------------------------------------------------- |
| Belgien        | 1:a kval (grupp C) | Polen, Tjeckien, Estland och Finland 2021            |
| Bulgarien      | Värdland           | Polen, Tjeckien, Estland och Finland 2021            |
| Kroatien       | 2:a kval (grupp E) | Polen, Tjeckien, Estland och Finland 2021            |
| Danmark        | 2:a kval (grupp A) | Danmark och Polen 2013                               |
| Estland        | 2:a kval (grupp C) | Polen, Tjeckien, Estland och Finland 2021            |
| Finland        | 1:a kval (grupp B) | Polen, Tjeckien, Estland och Finland 2021            |
| Frankrike      | 9:a EM 2021        | Polen, Tjeckien, Estland och Finland 2021            |
| Tyskland       | 6:a EM 2021        | Polen, Tjeckien, Estland och Finland 2021            |
| Grekland       | 1:a kval (grupp E) | Polen, Tjeckien, Estland och Finland 2021            |
| Israel         | Värdland           | Italien 1971                                         |
| Italien        | Värdland           | Polen, Tjeckien, Estland och Finland 2021            |
| Nordmakedonien | Värdland           | Polen, Tjeckien, Estland och Finland 2021            |
| Montenegro     | 2:a kval (grupp D) | Polen, Tjeckien, Estland och Finland 2021            |
| Nederländerna  | 5:a EM 2021        | Polen, Tjeckien, Estland och Finland 2021            |
| Polen          | 3:a EM 2021        | Polen, Tjeckien, Estland och Finland 2021            |
| Portugal       | 1:a kval (grupp D) | Polen, Tjeckien, Estland och Finland 2021            |
| Tjeckien       | 8:a EM 2021        | Polen, Tjeckien, Estland och Finland 2021            |
| Rumänien       | 1:a kval (grupp G) | Frankrike, Slovenien, Belgien och Nederländerna 2019 |
| Serbien        | 4:a EM 2021        | Polen, Tjeckien, Estland och Finland 2021            |
| Slovenien      | 2:a EM 2021        | Polen, Tjeckien, Estland och Finland 2021            |
| Spanien        | 1:a kval (grupp F) | Polen, Tjeckien, Estland och Finland 2021            |
| Schweiz        | 2:a kval (grupp G) | Italien 1971                                         |
| Turkiet        | 1:a kval (grupp A) | Polen, Tjeckien, Estland och Finland 2021            |
| Ukraina        | Wild card          | Polen, Tjeckien, Estland och Finland 2021            |

## Turneringen

### Gruppspel
I gironi sono stati sorteggiati il 16 november 2022 al palazzo Reale di Napoli.
| Grupp A  | Grupp B   | Grupp C        | Grupp D   |
| -------- | --------- | -------------- | --------- |
| Belgien  | Bulgarien | Danmark        | Frankrike |
| Estland  | Kroatien  | Nordmakedonien | Grekland  |
| Tyskland | Finland   | Montenegro     | Israel    |
| Italien  | Slovenien | Nederländerna  | Portugal  |
| Serbien  | Spanien   | Polen          | Rumänien  |
| Schweiz  | Ukraina   | Tjeckien       | Turkiet   |

#### Grupp A

##### Resultat
| 28 augusti 2023 Unipol Arena, Bologna Speltid: 1:18 - Åskådare: 8 728      | Belgien  | 0 - 3 | Italien  | 17-25, 18-25, 15-25               |
| 30 augusti 2023 PalaEvangelisti, Perugia Speltid: 1:26 - Åskådare: 1 962   | Tyskland | 3 - 0 | Estland  | 25-22, 25-19, 25-19               |
| 30 augusti 2023 PalaEvangelisti, Perugia Speltid: 1:16 - Åskådare: 2 085   | Schweiz  | 0 - 3 | Serbien  | 19-25, 16-25, 19-25               |
| 31 augusti 2023 PalaEvangelisti, Perugia Speltid: 1:55 - Åskådare: 2 898   | Serbien  | 3 - 1 | Belgien  | 25-22, 18-25, 25-20, 25-20        |
| 31 augusti 2023 PalaEvangelisti, Perugia Speltid: 1:29 - Åskådare: 3 452   | Estland  | 0 - 3 | Italien  | 17-25, 22-25, 19-25               |
| 1º september 2023 PalaEvangelisti, Perugia Speltid: 1:14 - Åskådare: 1 458 | Tyskland | 3 - 0 | Schweiz  | 25-14, 25-16, 25-21               |
| 1º september 2023 PalaEvangelisti, Perugia Speltid: 1:23 - Åskådare: 4 752 | Serbien  | 0 - 3 | Italien  | 15-25, 19-25, 21-25               |
| 3 september 2023 PalaRossini, Ancona Speltid: 2:14 - Åskådare: 1 090       | Estland  | 3 - 2 | Schweiz  | 25-18, 25-21, 22-25, 21-25, 15-13 |
| 3 september 2023 PalaRossini, Ancona Speltid: 2:14 - Åskådare: 550         | Belgien  | 2 - 3 | Tyskland | 25-22, 25-17, 15-25, 22-25, 12-15 |
| 4 september 2023 PalaRossini, Ancona Speltid: 1:22 - Åskådare: 1 423       | Serbien  | 3 - 0 | Estland  | 25-16, 25-23, 25-22               |
| 4 september 2023 PalaRossini, Ancona Speltid: 1:17 - Åskådare: 4 036       | Italien  | 3 - 0 | Schweiz  | 25-19, 25-23, 25-15               |
| 5 september 2023 PalaRossini, Ancona Speltid: 1:44 - Åskådare: 925         | Belgien  | 3 - 1 | Estland  | 25-18, 25-17, 12-25, 25-19        |
| 5 september 2023 PalaRossini, Ancona Speltid: 1:49 - Åskådare: 840         | Tyskland | 1 - 3 | Serbien  | 22-25, 25-20, 22-25, 19-25        |
| 6 september 2023 PalaRossini, Ancona Speltid: 1:21 - Åskådare: 2 075       | Schweiz  | 0 - 3 | Belgien  | 20-25, 19-25, 22-25               |
| 6 september 2023 PalaRossini, Ancona Speltid: 2:11 - Åskådare: 5 020       | Tyskland | 2 - 3 | Italien  | 22-25, 25-23, 22-25, 25-14, 12-15 |

##### Sluttabell
| Pos. | Lag      | Pt | M | V | P | VS | FS | Kvot  | VP  | FP  | Kvot  |
| ---- | -------- | -- | - | - | - | -- | -- | ----- | --- | --- | ----- |
| 1.   | Italien  | 14 | 5 | 5 | 0 | 15 | 2  | 7,500 | 402 | 326 | 1,233 |
| 2.   | Serbien  | 12 | 5 | 4 | 1 | 12 | 5  | 2,400 | 393 | 365 | 1,076 |
| 3.   | Tyskland | 9  | 5 | 3 | 2 | 12 | 8  | 1,500 | 448 | 407 | 1,100 |
| 4.   | Belgien  | 7  | 5 | 2 | 3 | 9  | 10 | 0,900 | 398 | 412 | 0,966 |
| 5.   | Estland  | 2  | 5 | 1 | 4 | 4  | 14 | 0,285 | 366 | 414 | 0,884 |
| 6.   | Schweiz  | 1  | 5 | 0 | 5 | 2  | 15 | 0,133 | 325 | 408 | 0,796 |

      Kvalificerade för åttondelsfinal.

#### Grupp B

##### Resultat
| 29 augusti 2023 Palazzo della cultura e dello sport, Varna Speltid: 1:50 - Åskådare: 5 050  | Spanien   | 3 - 1 | Bulgarien | 25-17, 25-21, 21-25, 25-19        |
| 30 augusti 2023 Palazzo della cultura e dello sport, Varna Speltid: 1:55 - Åskådare: 845    | Slovenien | 3 - 1 | Ukraina   | 23-25, 25-22, 25-20, 25-20        |
| 30 augusti 2023 Palazzo della cultura e dello sport, Varna Speltid: 1:20 - Åskådare: 1 400  | Finland   | 3 - 0 | Kroatien  | 25-19, 25-19, 25-22               |
| 31 augusti 2023 Palazzo della cultura e dello sport, Varna Speltid: 2:01 - Åskådare: 450    | Ukraina   | 2 - 3 | Kroatien  | 25-17, 22-25, 25-20, 15-25, 13-15 |
| 31 augusti 2023 Palazzo della cultura e dello sport, Varna Speltid: 2:01 - Åskådare: 5 050  | Finland   | 1 - 3 | Bulgarien | 26-28, 25-27, 25-15, 16-25        |
| 1º september 2023 Palazzo della cultura e dello sport, Varna Speltid: 1:28 - Åskådare: 985  | Finland   | 0 - 3 | Slovenien | 21-25, 19-25, 22-25               |
| 1º september 2023 Palazzo della cultura e dello sport, Varna Speltid: 1:23 - Åskådare: 650  | Kroatien  | 3 - 0 | Spanien   | 25-19, 25-20, 25-22               |
| 2 september 2023 Palazzo della cultura e dello sport, Varna Speltid: 1:15 - Åskådare: 970   | Slovenien | 3 - 0 | Spanien   | 25-19, 25-15, 25-15               |
| 2 september 2023 Palazzo della cultura e dello sport, Varna Speltid: 1:48 - Åskådare: 5 060 | Bulgarien | 3 - 1 | Ukraina   | 20-25, 25-17, 25-20, 25-23        |
| 3 september 2023 Palazzo della cultura e dello sport, Varna Speltid: 1:58 - Åskådare: 1 543 | Spanien   | 3 - 1 | Finland   | 25-21, 19-25, 25-21, 25-23        |
| 3 september 2023 Palazzo della cultura e dello sport, Varna Speltid: 1:51 - Åskådare: 5 100 | Bulgarien | 1 - 3 | Kroatien  | 25-22, 16-25, 22-25, 21-25        |
| 4 september 2023 Palazzo della cultura e dello sport, Varna Speltid: 2:17 - Åskådare: 1 550 | Ukraina   | 3 - 2 | Finland   | 25-23, 25-17, 23-25, 24-26, 15-13 |
| 4 september 2023 Palazzo della cultura e dello sport, Varna Speltid: 1:14 - Åskådare: 250   | Kroatien  | 0 - 3 | Slovenien | 17-25, 18-25, 14-25               |
| 5 september 2023 Palazzo della cultura e dello sport, Varna Speltid: 1:26 - Åskådare: 523   | Spanien   | 0 - 3 | Ukraina   | 21-25, 21-25, 19-25               |
| 5 september 2023 Palazzo della cultura e dello sport, Varna Speltid: 1:54 - Åskådare: 5 200 | Slovenien | 3 - 0 | Bulgarien | 31-29, 25-22, 32-30               |

##### Sluttabell
| Pos. | Lag       | Pt | M | V | P | VS | FS | Kvot   | VP  | FP  | Kvot  |
| ---- | --------- | -- | - | - | - | -- | -- | ------ | --- | --- | ----- |
| 1.   | Slovenien | 15 | 5 | 5 | 0 | 15 | 1  | 15,000 | 411 | 328 | 1,253 |
| 2.   | Kroatien  | 8  | 5 | 3 | 2 | 9  | 9  | 1,000  | 383 | 395 | 0,969 |
| 3.   | Ukraina   | 6  | 5 | 2 | 3 | 10 | 11 | 0,909  | 459 | 460 | 0,997 |
| 4.   | Bulgarien | 6  | 5 | 2 | 3 | 8  | 11 | 0,727  | 437 | 458 | 0,954 |
| 5.   | Spanien   | 6  | 5 | 2 | 3 | 6  | 11 | 0,545  | 361 | 397 | 0,909 |
| 6.   | Finland   | 4  | 5 | 1 | 4 | 7  | 12 | 0,583  | 423 | 436 | 0,970 |

      Kvalificerade för åttondelsfinal.

#### Grupp C

##### Resultat
| 30 augusti 2023 Sportski centar Boris Trajkovski, Skopje Speltid: 2:10 - Åskådare: 2 480  | Nordmakedonien | 3 - 1 | Danmark        | 22-25, 25-22, 25-19, 25-22 |
| 31 augusti 2023 Sportski centar Boris Trajkovski, Skopje Speltid: 1:18 - Åskådare: 210    | Montenegro     | 0 - 3 | Nederländerna  | 19-25, 18-25, 22-25        |
| 31 augusti 2023 Sportski centar Boris Trajkovski, Skopje Speltid: 1:22 - Åskådare: 470    | Polen          | 3 - 0 | Tjeckien       | 25-17, 25-20, 25-20        |
| 1º september 2023 Sportski centar Boris Trajkovski, Skopje Speltid: 2:02 - Åskådare: 220  | Danmark        | 1 - 3 | Tjeckien       | 15-25, 25-23, 27-29, 22-25 |
| 1º september 2023 Sportski centar Boris Trajkovski, Skopje Speltid: 1:42 - Åskådare: 430  | Nederländerna  | 1 - 3 | Polen          | 25-23, 13-25, 19-25, 22-25 |
| 2 september 2023 Sportski centar Boris Trajkovski, Skopje Speltid: 1:22 - Åskådare: 180   | Nederländerna  | 3 - 0 | Tjeckien       | 25-22, 25-22, 25-22        |
| 2 september 2023 Sportski centar Boris Trajkovski, Skopje Speltid: 1:29 - Åskådare: 5 100 | Nordmakedonien | 3 - 0 | Montenegro     | 25-22, 25-18, 25-20        |
| 3 september 2023 Sportski centar Boris Trajkovski, Skopje Speltid: 2:04 - Åskådare: 280   | Danmark        | 1 - 3 | Montenegro     | 25-18, 29-31, 22-25, 23-25 |
| 3 september 2023 Sportski centar Boris Trajkovski, Skopje Speltid: 1:12 - Åskådare: 4 800 | Polen          | 3 - 0 | Nordmakedonien | 25-12, 25-21, 25-14        |
| 4 september 2023 Sportski centar Boris Trajkovski, Skopje Speltid: 2:02 - Åskådare: 110   | Danmark        | 1 - 3 | Nederländerna  | 18-25, 24-26, 25-23, 20-25 |
| 4 september 2023 Sportski centar Boris Trajkovski, Skopje Speltid: 1:15 - Åskådare: 105   | Tjeckien       | 3 - 0 | Montenegro     | 25-18, 25-20, 25-15        |
| 5 september 2023 Sportski centar Boris Trajkovski, Skopje Speltid: 1:12 - Åskådare: 3 100 | Nordmakedonien | 0 - 3 | Nederländerna  | 19-25, 19-25, 16-25        |
| 5 september 2023 Sportski centar Boris Trajkovski, Skopje Speltid: 1:16 - Åskådare: 275   | Polen          | 3 - 0 | Danmark        | 25-23, 25-9, 25-20         |
| 6 september 2023 Sportski centar Boris Trajkovski, Skopje Speltid: 1:01 - Åskådare: 110   | Montenegro     | 0 - 3 | Polen          | 14-25, 11-25, 12-25        |
| 6 september 2023 Sportski centar Boris Trajkovski, Skopje Speltid: 1:21 - Åskådare: 5 280 | Nordmakedonien | 0 - 3 | Tjeckien       | 19-25, 23-25, 17-25        |

##### Sluttabell
| Pos. | Lag            | Pt | M | V | P | VS | FS | Kvot   | VP  | FP  | Kvot  |
| ---- | -------------- | -- | - | - | - | -- | -- | ------ | --- | --- | ----- |
| 1.   | Polen          | 15 | 5 | 5 | 0 | 15 | 1  | 15,000 | 398 | 272 | 1,463 |
| 2.   | Nederländerna  | 12 | 5 | 4 | 1 | 13 | 4  | 3,250  | 403 | 364 | 1,107 |
| 3.   | Tjeckien       | 9  | 5 | 3 | 2 | 9  | 7  | 1,285  | 375 | 351 | 1,068 |
| 4.   | Nordmakedonien | 6  | 5 | 2 | 3 | 6  | 10 | 0,600  | 332 | 373 | 0,890 |
| 5.   | Montenegro     | 3  | 5 | 1 | 4 | 3  | 13 | 0,230  | 308 | 399 | 0,771 |
| 6.   | Danmark        | 0  | 5 | 0 | 5 | 4  | 15 | 0,266  | 415 | 472 | 0,879 |

      Kvalificerade för åttondelsfinal.

#### Grupp D

##### Resultat
| 29 augusti 2023 Tel Aviv Arena, Tel Aviv Speltid: 2:35 - Åskådare: 840    | Grekland  | 2 - 3 | Israel    | 17-25, 29-27, 25-21, 21-25, 13-15 |
| 30 augusti 2023 Tel Aviv Arena, Tel Aviv Speltid: 1:36 - Åskådare: 500    | Turkiet   | 0 - 3 | Frankrike | 20-25, 28-30, 25-27               |
| 30 augusti 2023 Tel Aviv Arena, Tel Aviv Speltid: 1:27 - Åskådare: 250    | Rumänien  | 0 - 3 | Portugal  | 19-25, 18-25, 23-25               |
| 31 augusti 2023 Tel Aviv Arena, Tel Aviv Speltid: 1:45 - Åskådare: 400    | Frankrike | 3 - 1 | Portugal  | 25-21, 25-27, 25-19, 25-15        |
| 31 augusti 2023 Tel Aviv Arena, Tel Aviv Speltid: 2:27 - Åskådare: 1 152  | Rumänien  | 2 - 3 | Israel    | 25-27, 25-12, 25-21, 22-25, 8-15  |
| 1º september 2023 Tel Aviv Arena, Tel Aviv Speltid: 2:21 - Åskådare: 188  | Rumänien  | 3 - 2 | Turkiet   | 25-22, 18-25, 25-21, 23-25, 17-15 |
| 1º september 2023 Tel Aviv Arena, Tel Aviv Speltid: 2:16 - Åskådare: 210  | Portugal  | 2 - 3 | Grekland  | 25-22, 25-19, 20-25, 16-25, 12-15 |
| 2 september 2023 Tel Aviv Arena, Tel Aviv Speltid: 2:00 - Åskådare: 1 050 | Turkiet   | 3 - 1 | Grekland  | 22-25, 26-24, 25-19, 25-23        |
| 2 september 2023 Tel Aviv Arena, Tel Aviv Speltid: 1:29 - Åskådare: 2 400 | Israel    | 0 - 3 | Frankrike | 21-25, 27-29, 17-25               |
| 3 september 2023 Tel Aviv Arena, Tel Aviv Speltid: 1:58 - Åskådare: 130   | Grekland  | 1 - 3 | Rumänien  | 16-25, 18-25, 25-23, 20-25        |
| 3 september 2023 Tel Aviv Arena, Tel Aviv Speltid: 1:23 - Åskådare: 912   | Israel    | 0 - 3 | Portugal  | 22-25, 21-25, 12-25               |
| 4 september 2023 Tel Aviv Arena, Tel Aviv Speltid: 1:40 - Åskådare: 200   | Frankrike | 1 - 3 | Rumänien  | 23-25, 25-16, 18-25, 21-25        |
| 4 september 2023 Tel Aviv Arena, Tel Aviv Speltid: 2:16 - Åskådare: 171   | Portugal  | 3 - 2 | Turkiet   | 26-24, 21-25, 15-25, 28-26, 15-13 |
| 5 september 2023 Tel Aviv Arena, Tel Aviv Speltid: 1:08 - Åskådare: 429   | Grekland  | 0 - 3 | Frankrike | 19-25, 22-25, 17-25               |
| 5 september 2023 Tel Aviv Arena, Tel Aviv Speltid: 1:20 - Åskådare: 1 400 | Turkiet   | 3 - 0 | Israel    | 25-23, 25-13, 25-17               |

##### Sluttabell
| Pos. | Lag       | Pt | M | V | P | VS | FS | Kvot  | VP  | FP  | Kvot  |
| ---- | --------- | -- | - | - | - | -- | -- | ----- | --- | --- | ----- |
| 1.   | Frankrike | 12 | 5 | 4 | 1 | 13 | 4  | 3,250 | 423 | 369 | 1,146 |
| 2.   | Portugal  | 9  | 5 | 3 | 2 | 12 | 8  | 1,500 | 435 | 434 | 1,002 |
| 3.   | Rumänien  | 9  | 5 | 3 | 2 | 11 | 10 | 1,100 | 462 | 450 | 1,026 |
| 4.   | Turkiet   | 8  | 5 | 2 | 3 | 10 | 10 | 1,000 | 467 | 439 | 1,063 |
| 5.   | Israel    | 4  | 5 | 2 | 3 | 6  | 13 | 0,461 | 386 | 439 | 0,879 |
| 6.   | Grekland  | 3  | 5 | 1 | 4 | 7  | 14 | 0,500 | 440 | 482 | 0,912 |

      Kvalificerade för åttondelsfinal.

### Slutspelsrundann
|  | Åttondelsfinaler | Åttondelsfinaler | Åttondelsfinaler |  |  | Kvartsfinaler | Kvartsfinaler | Kvartsfinaler |           |   | Semifinaler | Semifinaler | Semifinaler |       |   | Final               | Final               | Final               |  |
|  |                  |                  |                  |  |  |               |               |               |           |   |             |             |             |       |   |                     |                     |                     |  |
|  | 1A               | Italien          | 3                |  |  |               |               |               |           |   |             |             |             |       |   |                     |                     |                     |  |
|  | 4C               | Nordmakedonien   | 0                |  |  | 1A            | Italien       | 3             |           |   |             |             |             |       |   |                     |                     |                     |  |
|  | 2C               | Nederländerna    | 3                |  |  | 2C            | Nederländerna | 2             |           |   |             |             |             |       |   |                     |                     |                     |  |
|  | 3A               | Tyskland         | 2                |  |  |               |               |               |           |   | 1A          | Italien     | 3           |       |   |                     |                     |                     |  |
|  | 1D               | Frankrike        | 3                |  |  |               |               | 1D            | Frankrike | 0 |             |             |             |       |   |                     |                     |                     |  |
|  | 4B               | Bulgarien        | 0                |  |  | 1D            | Frankrike     | 3             |           |   |             |             |             |       |   |                     |                     |                     |  |
|  | 2B               | Kroatien         | 2                |  |  | 3D            | Rumänien      | 0             |           |   |             |             |             |       |   |                     |                     |                     |  |
|  | 3D               | Rumänien         | 3                |  |  |               |               |               |           |   | 1A          | Italien     | 0           |       |   |                     |                     |                     |  |
|  | 1C               | Polen            | 3                |  |  |               |               |               |           |   |             |             | 1C          | Polen | 3 |                     |                     |                     |  |
|  | 4A               | Belgien          | 1                |  |  | 1C            | Polen         | 3             |           |   |             |             |             |       |   |                     |                     |                     |  |
|  | 2A               | Serbien          | 3                |  |  | 2A            | Serbien       | 1             |           |   |             |             |             |       |   |                     |                     |                     |  |
|  | 3C               | Tjeckien         | 0                |  |  |               |               |               |           |   | 1C          | Polen       | 3           |       |   | Match om tredjepris | Match om tredjepris | Match om tredjepris |  |
|  | 1B               | Slovenien        | 3                |  |  |               |               | 1B            | Slovenien | 1 |             |             |             |       |   |                     |                     |                     |  |
|  | 4D               | Turkiet          | 2                |  |  | 1B            | Slovenien     | 3             |           |   |             |             |             |       |   | 1D                  | Frankrike           | 2                   |  |
|  | 2D               | Portugal         | 0                |  |  | 3B            | Ukraina       | 1             |           |   | 1B          | Slovenien   | 3           |       |   |                     |                     |                     |  |
|  | 3B               | Ukraina          | 3                |  |  |               |               |               |           |   |             |             |             |       |   |                     |                     |                     |  |

#### Åttondelsfinaler
| 8 september 2023 Palazzo della cultura e dello sport, Varna Speltid: 2:13 - Åskådare: 1 034 | Kroatien      | 2 - 3 | Rumänien       | 17-25, 20-25, 25-17, 28-26, 12-15 |
| 8 september 2023 Palazzo della cultura e dello sport, Varna Speltid: 1:22 - Åskådare: 5 200 | Frankrike     | 3 - 0 | Bulgarien      | 25-21, 25-21, 25-15               |
| 9 september 2023 Palazzo della cultura e dello sport, Varna Speltid: 2:26 - Åskådare: 950   | Slovenien     | 3 - 2 | Turkiet        | 20-25, 22-25, 25-21, 25-23, 15-13 |
| 9 september 2023 PalaFlorio, Bari Speltid: 1:15 - Åskådare: 5 000                           | Italien       | 3 - 0 | Nordmakedonien | 25-20, 25-12, 25-15               |
| 9 september 2023 Palazzo della cultura e dello sport, Varna Speltid: 1:27 - Åskådare: 600   | Portugal      | 0 - 3 | Ukraina        | 20-25, 19-25, 22-25               |
| 9 september 2023 PalaFlorio, Bari Speltid: 2:14 - Åskådare: 3 972                           | Nederländerna | 3 - 2 | Tyskland       | 25-20, 25-23, 22-25, 18-25, 15-12 |
| 10 september 2023 PalaFlorio, Bari Speltid: 1:28 - Åskådare: 3 215                          | Serbien       | 3 - 0 | Tjeckien       | 25-21, 26-24, 25-21               |
| 10 september 2023 PalaFlorio, Bari Speltid: 1:55 - Åskådare: 3 412                          | Polen         | 3 - 1 | Belgien        | 25-16, 25-17, 23-25, 25-22        |

#### Kvartsfinaler
| 11 september 2023 Palazzo della cultura e dello sport, Varna Speltid: 1:57 - Åskådare: 1 066 | Slovenien | 3 - 1 | Ukraina       | 25-17, 31-29, 21-25, 25-23        |
| 11 september 2023 Palazzo della cultura e dello sport, Varna Speltid: 1:24 - Åskådare: 1 850 | Frankrike | 3 - 0 | Rumänien      | 25-22, 25-14, 27-25               |
| 12 september 2023 PalaFlorio, Bari Speltid: 2:10 - Åskådare: 4 688                           | Polen     | 3 - 1 | Serbien       | 26-28, 25-15, 36-34, 25-17        |
| 12 september 2023 PalaFlorio, Bari Speltid: 2:09 - Åskådare: 5 012                           | Italien   | 3 - 2 | Nederländerna | 19-25, 25-17, 25-16, 23-25, 15-12 |

#### Semifinaler
| 14 september 2023 Palazzo dello Sport, Rom Speltid: 1:58 - Åskådare: 9 269 | Polen   | 3 - 1 | Slovenien | 23-25, 25-21, 25-20, 25-21 |
| 14 september 2023 Palazzo dello Sport, Rom Speltid: 1:31 - Åskådare: 9 629 | Italien | 3 - 0 | Frankrike | 25-21, 25-19, 25-23        |

#### Match om tredjepris
| 16 september 2023 Palazzo dello Sport, Rom Speltid: 2:09 - Åskådare: 10 300 | Frankrike | 2 - 3 | Slovenien | 22-25, 16-25, 25-21, 25-18, 11-15 |

#### Final
| 16 september 2023 Palazzo dello Sport, Rom Speltid: 1:39 - Åskådare: 10 300 | Italien | 0 - 3 | Polen | 20-25, 21-25, 23-25 |

## Slutplaceringar
| Pos | Lag            | Kvalificerat för |
| --- | -------------- | ---------------- |
|     | Polen          | VM 2025          |
|     | Italien        | VM 2025          |
|     | Slovenien      | VM 2025          |
| 4.  | Frankrike      | VM 2025          |
| 5.  | Nederländerna  |                  |
| 6.  | Serbien        |                  |
| 7.  | Rumänien       |                  |
| 8.  | Ukraina        |                  |
| 9.  | Tyskland       |                  |
| 10. | Portugal       |                  |
| 11. | Kroatien       |                  |
| 12. | Tjeckien       |                  |
| 13. | Turkiet        |                  |
| 14. | Belgien        |                  |
| 15. | Bulgarien      |                  |
| 16. | Nordmakedonien |                  |
| 17. | Spanien        |                  |
| 18. | Israel         |                  |
| 19. | Finland        |                  |
| 20. | Grekland       |                  |
| 21. | Montenegro     |                  |
| 22. | Estland        |                  |
| 23. | Schweiz        |                  |
| 24. | Danmark        |                  |

## Individuella utmärkelser
| Utmärkelse              | Namn             | Lag     |
| ----------------------- | ---------------- | ------- |
| Mest värdefulla spelare | Wilfredo León    | Polen   |
| Bästa passare           | Marcin Janusz    | Polen   |
| Bästa högerspiker       | Łukasz Kaczmarek | Polen   |
| Bästa vänsterspiker     | Wilfredo León    | Polen   |
| Bästa vänsterspiker     | Daniele Lavia    | Italien |
| Bästa center            | Norbert Huber    | Polen   |
| Bästa center            | Bedirhan Bülbül  | Turkiet |
| Bästa libero            | Paweł Zatorski   | Polen   |

## Statistik
| Vunna poäng | Vunna poäng            | Vunna poäng | Vunna poäng   |
| Pos.        | Namn                   | Poäng       | Lag           |
| ----------- | ---------------------- | ----------- | ------------- |
| 1           | Rok Možič              | 152         | Slovenien     |
| 2           | Nimir Abdel-Aziz       | 134         | Nederländerna |
| 3           | Klemen Čebulj          | 129         | Slovenien     |
| 4           | Alexandru Rață         | 125         | Rumänien      |
| 5           | Yuri Romanò            | 124         | Italien       |
| 6           | Tine Urnaut            | 118         | Slovenien     |
| 7           | Daniele Lavia          | 116         | Italien       |
| 8           | Adis Lagumdžija        | 115         | Turkiet       |
| 9           | Alessandro Michieletto | 114         | Italien       |
| 10          | Łukasz Kaczmarek       | 108         | Polen         |
| 10          | Vasyl' Tupčij          | 108         | Ukraina       |

| Vunna attacker | Vunna attacker   | Vunna attacker | Vunna attacker |
| Pos.           | Namn             | Poäng          | Lag            |
| -------------- | ---------------- | -------------- | -------------- |
| 1              | Rok Možič        | 132            | Slovenien      |
| 2              | Nimir Abdel-Aziz | 111            | Nederländerna  |
| 3              | Alexandru Rață   | 110            | Rumänien       |
| 4              | Klemen Čebulj    | 109            | Slovenien      |
| 5              | Daniele Lavia    | 103            | Italien        |
| 5              | Tine Urnaut      | 103            | Slovenien      |
| 7              | Yuri Romanò      | 101            | Italien        |
| 8              | Adis Lagumdžija  | 94             | Turkiet        |
| 9              | Georg Grozer     | 93             | Tyskland       |
| 9              | Ferre Reggers    | 93             | Belgien        |

| Vunna block | Vunna block            | Vunna block | Vunna block    |
| Pos.        | Namn                   | Poäng       | Lag            |
| ----------- | ---------------------- | ----------- | -------------- |
| 1           | Łukasz Kaczmarek       | 22          | Polen          |
| 1           | Jakub Kochanowski      | 22          | Polen          |
| 3           | Norbert Huber          | 20          | Polen          |
| 4           | Robert Călin           | 18          | Rumänien       |
| 5           | Roberto Russo          | 17          | Italien        |
| 6           | Filip Savovski         | 16          | Nordmakedonien |
| 6           | Barthélémy Chinenyeze  | 16          | Frankrike      |
| 6           | Vladyslav Shchurov     | 16          | Ukraina        |
| 9           | Alessandro Michieletto | 15          | Italien        |
| 10          | Genadi Sokolov         | 14          | Israel         |
| 10          | Alexej Zhbankov        | 14          | Finland        |

| Serveess | Serveess               | Serveess | Serveess      |
| Pos.     | Namn                   | Poäng    | Lag           |
| -------- | ---------------------- | -------- | ------------- |
| 1        | Nimir Abdel-Aziz       | 15       | Nederländerna |
| 1        | Oleh Plotnyc'kyj       | 15       | Ukraina       |
| 3        | Wilfredo León          | 13       | Polen         |
| 3        | Norbert Huber          | 13       | Polen         |
| 3        | Ruben Schott           | 13       | Tyskland      |
| 3        | Alessandro Michieletto | 13       | Italien       |
| 3        | Yuri Romanò            | 13       | Italien       |
| 8        | Adis Lagumdžija        | 12       | Turkiet       |
| 9        | Jakub Kochanowski      | 11       | Polen         |
| 9        | Antoine Brizard        | 11       | Frankrike     |